# Callophrys cinerascens
Callophrys cinerascens är en fjärilsart som beskrevs av Hans Rebel 1909. Callophrys cinerascens ingår i släktet Callophrys och familjen juvelvingar. Inga underarter finns listade i Catalogue of Life.